# エドゥアルド・ストレリツォフ
エドゥアルド・アナトリエヴィッチ・ストレリツォフ（Эдуард Анатольевич Стрельцов、1937年7月21日 - 1990年7月22日）は、ソビエト連邦出身のサッカー選手である。
FIFAワールドカップ出場がないこともあり国際的知名度は高くないが、1950年代から1960年代にかけてのソ連を代表する伝説的FWで、「ロシアのペレ」と呼ばれる。

## 経歴
1953年にトルペド・モスクワのユースチームに加入し、1954年に17歳でソ連リーグデビューを果たす。トルペドではワレンチン・イワノフ（1962年W杯チリ大会得点王）と強力な2トップを組んだ。1955年に15ゴールを挙げて得点王に輝く。
ソ連代表に初招集されたのは1955年。デビュー戦のスウェーデン戦でいきなりハットトリックを挙げて、ソ連は6-0で快勝した。1956年のメルボルンオリンピックでは4試合出場2ゴールで金メダル獲得に貢献した。
順調だった彼の人生は1958年に大きく変わる。W杯スウェーデン大会初戦が2週間に迫った時期に、ストレリツォフはレイプ事件の加害者として起訴された。自白すればW杯に間に合うという甘い囁きもあったが、現実にはそうはならなかった。結局、エースを失ったソ連は準々決勝で開催国スウェーデンに敗れた。
有罪判決を受けたストレリツォフは強制労働所に送られ、サッカー選手としての最盛期を無為に過ごした。しかしこの事件の真相には疑わしい部分が多く、当局により仕組まれた罠との見方が支配的である。彼がKGB系のディナモ・モスクワや赤軍系のCSKAモスクワへの移籍を拒否したため、または彼の奔放で無軌道な振る舞いを潔癖主義の当局が嫌ったため、または政府要人のエカチェリーナ・フルツェワの娘を公の場で侮辱する発言を行ったためなど、原因には諸説がある。
1963年にモスクワに帰還。当初はトルペドの母体である自動車工場のアマチュアチームでプレイしていたが、1965年にトルペドに戻り、同年のソ連リーグで優勝した。ブランクを経て、プレイスタイルは以前のストライカーからプレイメーカーへと変わっていたものの、その才能の輝きは変わらなかった。1966年に再び代表に招集され、1967年と1968年にはソ連年間最優秀選手賞を受賞した。1970年に負傷のため引退した。
1990年7月22日に喉頭癌で死去。彼の功績を称えて、トルペド・スタジアムはエドゥアルド・ストレリツォフ・スタジアムに改称された。今日のロシアでは、彼が得意としていた踵によるパスそのものが「ストレリツォフ」と呼ばれる。そして現在も、彼の潔白を主張する人々によって、不名誉なレイプ事件の見直しを求める活動が続けられている。

## 所属クラブ
- 1954-1958  FCトルペド・モスクワ
- 1965-1970  FCトルペド・モスクワ